# خورتاب رودبار
خورتاب رودبار، روستایی است از توابع بخش چمستان شهرستان نور در استان مازندران ایران.

## جمعیت
این روستا در دهستان لاویج قرار دارد و براساس سرشماری مرکز آمار ایران در سال ۱۳۸۵، جمعیت آن ۹۳ نفر (۲۶خانوار) بوده‌است.